# Sabine Aubert
Pour les articles homonymes, voir Aubert.
 (mars 2022).
Sabine Aubert, née le 31 août 1968 à Paris, est une cheffe d'orchestre française, fondatrice de l'orchestre Odyssée symphonique.

## Biographie

### Famille et formation
Sabine Aubert grandit dans une famille de cinq frères et sœurs aux Ulis. Elle commence sa formation musicale à l'âge de six ans.
Elle obtient son diplôme de direction d’orchestre à l’âge de 24 ans au Conservatoire à rayonnement régional de Rueil-Malmaison avant d'être diplômée au Conservatoire national supérieur de musique et de danse de Paris. Sabine Aubert est titulaire d'une maîtrise de musicologie de l'Université de la Sorbonne. Elle a également étudié aux CRR de Boulogne-Billancourt et de Reims.

### Carrière
Elle fonde en 1989 à l'âge de 20 ans l’orchestre Odyssée symphonique dont elle est la directrice musicale permanente. L’orchestre composé de 60 musiciens professionnels et amateurs, donne une dizaine de concerts par an à Paris et en région parisienne.
Sabine Aubert a collaboré avec de nombreux solistes tels que Marianne Piketty (Victoires de la musique classique, International Classical Music Awards), Xavier Gagnepain, Anne Queffélec, Alexandros Kapelis (en), Marie-Catherine Girod.
Elle a interprété en concert plus de 300 œuvres majeures du répertoire classique au contemporain et dans d'autres genres,.
En 1994, elle est choisie boursière du Cercle National Richard Wagner pour le Festival de Bayreuth.
En 2003, elle est cheffe invitée à l’orchestre philharmonique de Moldavie.
En 2005, elle est sélectionnée au concours de chef assistant de Kurt Masur à l’Orchestre National de France.

En 2006, elle participe à la Master class à Göttingen en Allemagne organisée par le Berlin Philharmonic Chamber Orchestra (en) avec Gustav Meier et le Göttinger Symphonie Orchester (en).

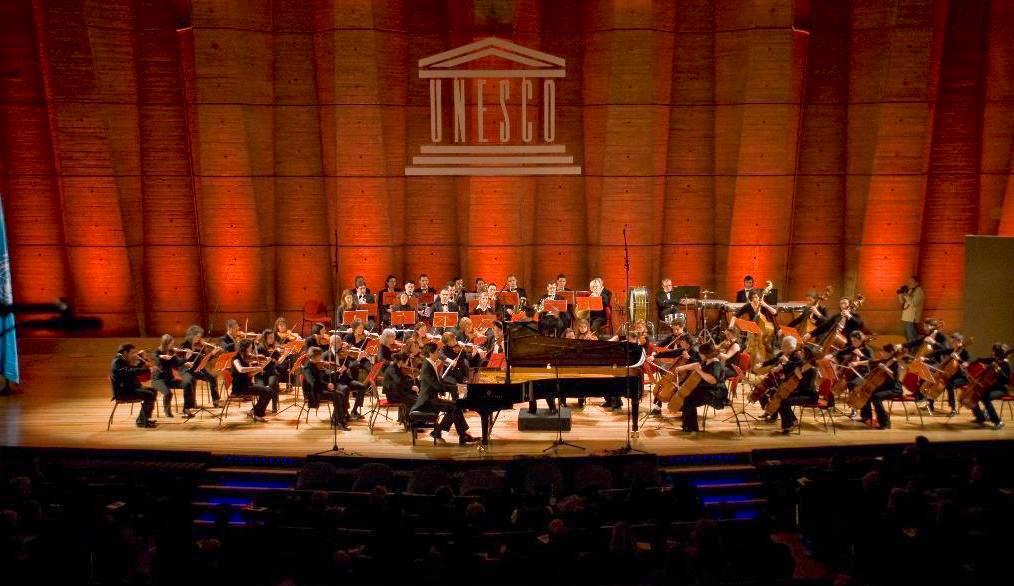
L'Odyssée Symphonique à l'UNESCO en 2010

En janvier 2010, pour fêter les 20 ans de l'Odyssée Symphonique, elle donne un concert au siège de l’UNESCO à Paris,.
En février 2012, elle a été engagée en tant que cheffe invitée à l’Orchestre National Philharmonique de Bacau en Roumanie.
En octobre 2013, l'orchestre joue l'Oratorio de Bernard Esposito, une adaptation du poème Présentation de la Beauce à Notre-Dame de Chartres de Charles Péguy lors d'une tournée à la cathédrale de Chartres,, et en Essonne. La création a été labélisée par la mission du centenaire de la Guerre 1914-1918.
En janvier 2016, un concert dont l'entièreté de la recette a été reversée à l'ONG un cœur pour la paix au profit des enfants malades a été organisé avec des musiciens bénévoles,,.
En juin 2016, l'Odyssée Symphonique a donné deux concerts de Liverpool Oratorio de Paul McCartney réunissant plus de 150 musiciens et deux orchestres (l’un français l’autre anglais), un chœur d’adultes et un chœur d’enfants, et cinq solistes à La Madeleine à Paris mais aussi à Saffron Walden en Angleterre, près de Cambridge, à la salle du Saffron Hall,,.
En janvier 2019, l'Odyssée Symphonique s'associe avec le chœur de Limours pour interpréter Carmina Burana de Carl Orff. Près de 100 musiciens, 60 choristes et trois solistes se sont réunis,.

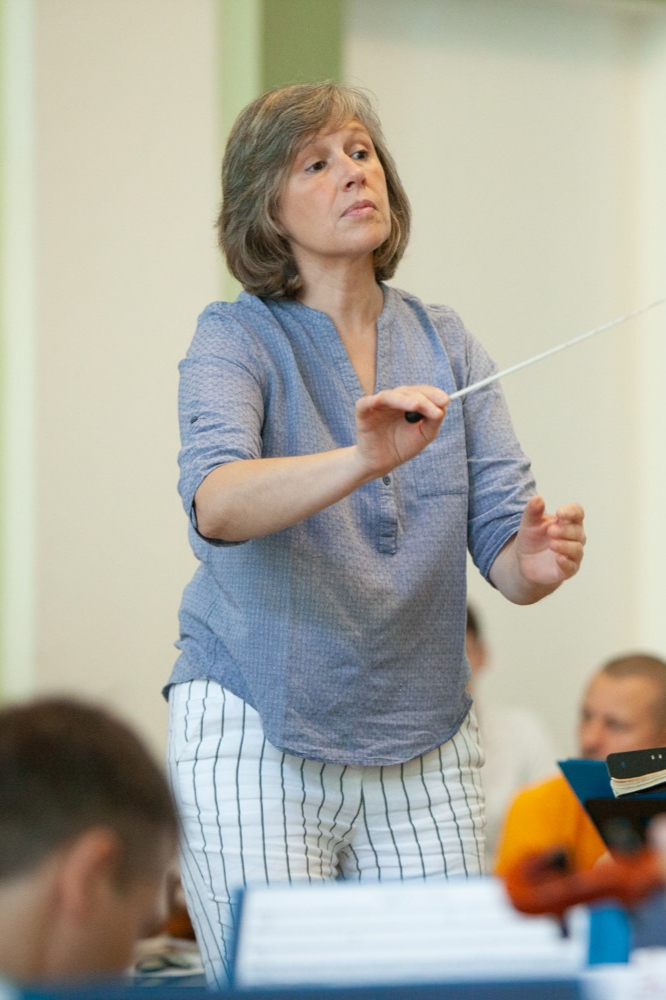
Sabine Aubert à Moscou le cinquième jour de la master classe de Vladimir Ponkin

En septembre 2019, elle se produit à Moscou avec l'Orchestre symphonique de la fédération de Russie.
En septembre 2021, Sabine Aubert a dirigé l'hommage de Paul Loridant.
Elle dirige en parallèle plusieurs chœurs, dont Rosnarho Ma Non Troppo, entre 2009 et juin 2013 et le chœur d'enfants Amazing Grace, composé d'une centaines de choristes, affilié à la fédération française des petits chœurs.
Sabine Aubert enseigne dans plusieurs conservatoires à Paris-Saclay.

## Distinctions

### Décorations
- Chevalier de l'ordre national du Mérite (2 mai 2017)[26].

## Filmographie
Sabine Aubert a participé à plusieurs bandes originales.
- 2005 : Bhaï-Bhaï de Olivier Klein (court-métrage) - créditée comme directrice musicale
- 2006 : Müetter de Dominique Lienhard - non créditée

## Publications
- 1991, thèse L' enseignement de la direction d’orchestre à Paris en 1990-1991, avec Danièle Pistone (OCLC 690192618)